# Siphona arizonica
Siphona arizonica är en tvåvingeart som först beskrevs av Townsend 1919.  Siphona arizonica ingår i släktet Siphona och familjen parasitflugor.
Artens utbredningsområde är Arizona. Inga underarter finns listade i Catalogue of Life.